# 濮家墩遗址
濮家墩遗址，建成年代在新石器-商周期间，属于古遗址分类，公布文号:皖政[1998]16号，公布批次为第四批省级重点文物保护单位，位于滁州经开区城北办事处。

## 保护范围
遗址外东南西北各50米。

## 建设控制地带
保护范围外：东、南、西、北各50米。

## 面积
40000平方米。